# Arsène Verny

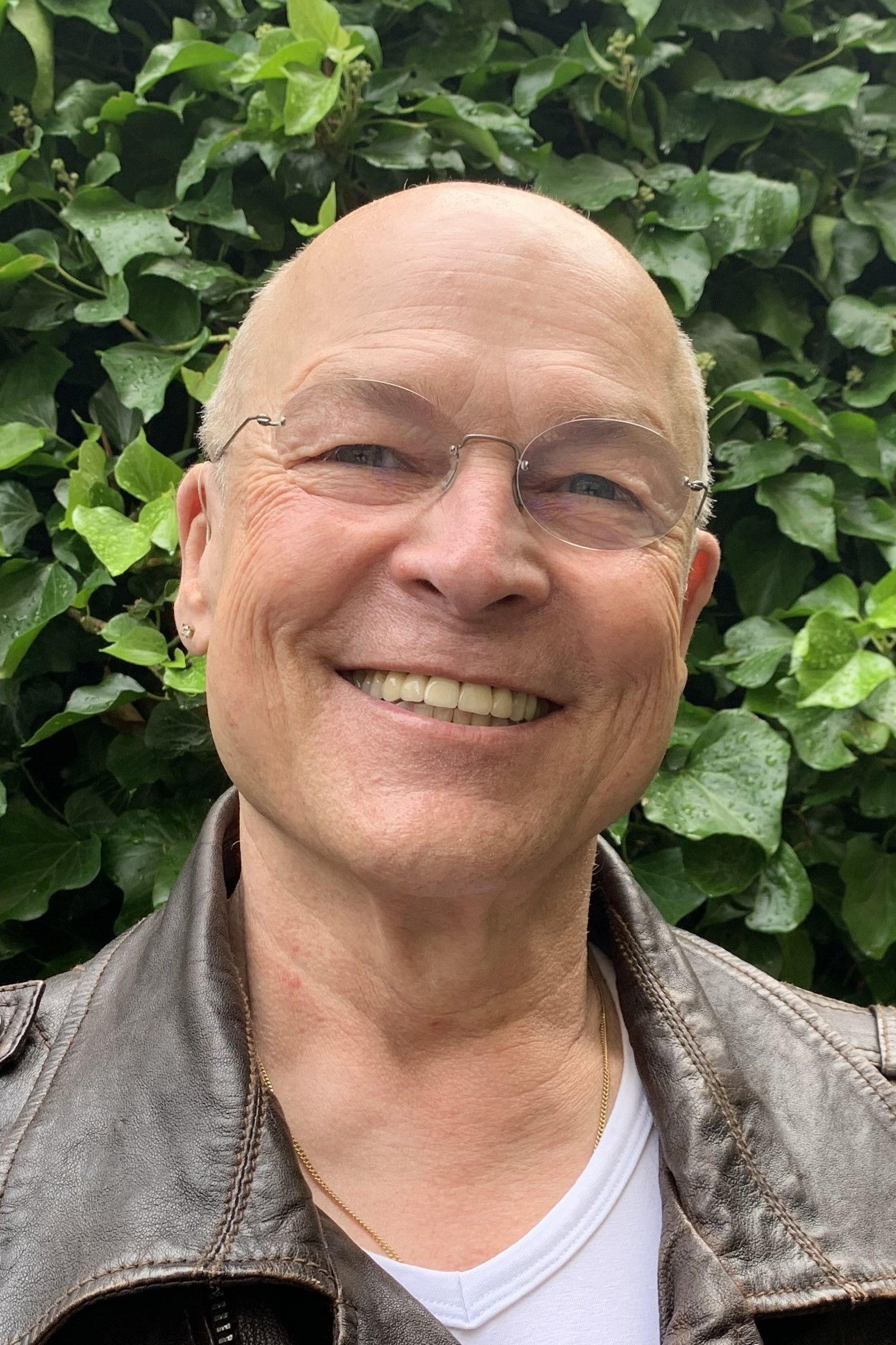
Arsène Verny (2024)

Arsène Verny (* 25. Juli 1956 in Ústí nad Labem, Tschechoslowakei; † 16. März 2025 in Berlin) war ein tschechisch-deutscher Rechtswissenschaftler und Universitätsprofessor für Europarecht, Europapolitik und Konfliktmanagement in Internationalen Beziehungen.

## Leben
Arsène Verny war der erste Sohn von Arsène Věrný, zu der Zeit leitender Chefarzt für Kinderkieferchirurgie im Klinikum in UstÍ nad Labem, und dessen Frau Olga Svoboda, geborene Mašková. Seine Großmutter väterlicherseits, Alexandra Lvova, war die Lebensgefährtin des tschechischen Schriftstellers und Autors des weltberühmten literarischen Werkes „Die Abenteuer des braven Soldats Schwejk“ Jaroslav Hašek.
Arsène Verny wuchs bis zu seinem 12. Lebensjahr in der damaligen Tschechoslowakischen Sozialistischen Republik auf, im Frühjahr des Jahres 1969 verließ er gemeinsam mit seiner Mutter infolge der Niederschlagung des Prager Frühlings das Land und wuchs seitdem in westeuropäischen Staaten, primär in Deutschland auf.
Arsène Verny studierte deutsches und europäisches Recht an den Universitäten in Mainz und Köln. Von 1989 bis 1991 studierte er postgraduell die Fächer Europarecht, Europapolitik und Europäische Wirtschaftswissenschaften an der RWTH Aachen, an der er mit der Arbeit Marktbeherrschende Stellung und Fusionskontrolle im Recht der Europäischen Gemeinschaft den Magistergrad erhielt.
Verny gründete währenddessen das Centrum für Europäische Studien (CEUS) mit. 1990 bis 1993 war er Rechtsreferendar in Düsseldorf und Budapest. Er wurde 1993 in Wirtschaftswissenschaften an der Budapest University of Economic Sciences promoviert. Der Titel der Arbeit lautet Zentraleuropa und EG unter besonderer Berücksichtigung der aktuellen Entwicklung in der CSFR und in Ungarn.
1995 wurde Verny Inhaber des Lehrstuhls für Internationales und Europäisches Wirtschaftsrecht an der Fakultät für Internationale Beziehungen der Wirtschaftsuniversität Prag (VŠE). Dort habilitierte er sich über Institutionelle, strukturelle und methodische Grundlagen der Annäherung des nationalen Rechts mit dem Gemeinschaftsrecht und seine Anwendung durch die zuständigen Behörden und Gerichte der Tschechischen Republik.
Von 1999 bis 2000 war er Gastprofessor an der Europa-Universität Viadrina in Frankfurt (Oder).
Arsène Verny war beginnend mit 1998 Jean-Monnet-Professor für Europarecht und seit 2001 Mitglied des Instituts für Internationale Beziehungen des Lehrstuhls für Westeuropäische Studien (Jean Monnet Centre of Excellence) an der Karls-Universität Prag.
Von 1997 bis 2010 war er Fakultätsmitglied und Lehrbeauftragter an der Universität für Weiterbildung Krems (Abteilung für Europarecht und Europäische Integration), wo er seit 2002 als Honorarprofessor tätig war und ab 2016 eine Professur für European Law & International Dispute Resolution an dem Department für Wirtschaftsrecht und Europäische Integration innehatte.
Zwischen 2002 und 2008 war er Lehrbeauftragter am Lehrstuhl für Öffentliches Recht mit dem Schwerpunkt Europarecht an der Otto-Friedrich-Universität Bamberg und von 2005 bis 2009 Gastprofessor am Lehrstuhl für Verfassungsrecht und Europäisches Recht an der juristischen Fakultät der Westböhmischen Universität in Pilsen. Vom Jahr 2005 an gehörte er zum Team der Humboldt-Viadrina School of Governance in Berlin. Die 2003 gegründete Hochschule nahm 2009 den Lehrbetrieb auf und ging 2014 in die Insolvenz.
In der Folgezeit wurde Arsène Verny in der Position des Vice President of the University Council und des Chancellor of the Université Nouvelle Européenne in Belgien und nachfolgend als Pro-Rector for International Academic Network of the Université Nouvelle Européenne und sodann in 2011 in der Funktion des Profesors of European and International Economic Law in Brüssel berufen. Beide Bildungsanstalten haben ihren Betrieb jedoch mangels ausreichender Ressourcen nicht aufgenommen.
Er war von Oktober 2012 bis Oktober 2013 Gründungs-Universitätsprofessor an der umstrittenen Martin Buber University in Kerkrade im Department of European and International Law and Policy and Management of Conflicts in International Relations. Dort hatte er außerdem die Funktion des Gründungs-Prorektors und Präsidenten des International University Council inne.
Von 2013 bis 2014 hatte Verny eine Professur für European Policy & European Studies an der Jan-Evangelista-Purkyně-Universität in Usti nad Labem und bis 2015 eine Parallelprofessur für Europäisches Wirtschaftsrecht an dem Lehrstuhl für Verfassungsrecht und Europarecht der Westböhmischen Universität in Pilsen inne. Im Dezember 2012 gründete er gemeinsam mit Uwe Genz die als Think Tank konzipierte, private Robert Schuman University (RSU) in Antwerpen.
Verny beriet 1995 bis 2003 im Auftrag der Europäischen Kommission als Principal Advisor die Regierungen in den EU-Rechtsangleichungsprojekten in Mittel- und Osteuropa mit dem Schwerpunkt Tschechische Republik, Slowakische Republik, Ungarn, Estland und Kroatien. 1999 übernahm er die Leitung des Unternehmens „European Law & Policy Advisory Group (ELPA-group)“.
Verny war ebenfalls Gründungsmitglied der Gesellschaft IFM Institut für den Mittelstand, bei der er als Vorsitzender des Europäischen Wirtschaftsbeirates bis 2012 tätig war, sowie dem Berufsverband Vereinigung tschechischer Unternehmen in Deutschland e. V. (VTUD), deren Vorstand er bis zur Auflösung Ende 2015 vorsaß. Er war Leiter der ECTS-Prüfungskommission im deutschen Dachverband der Weiterbildungsorganisationen (DVWO) und externer Gutachter des Deutschen Akademischen Austauschdienstes (DAAD).
Im Juli 2016 übernahm Verny die Funktion des Finanzvorstandes der Deutschen Edelmetallgesellschaft (DEG), welche er bis Oktober 2017 ad interim ausgeübt hat. Er widmete sich in diesem Bereich den Themen Compliance, Good Governance und als Certified Chief Compliance Officer (CCO) dem Bereich money laundering.
Verny spezialisierte sich im Rahmen seiner rechtswissenschaftlichen und europapolitischen Tätigkeit auf die europäische Integrationspolitik, das internationale, europäische, und deutsche Wirtschafts- und Investitionsrecht, sowie auf das Konfliktmanagement in internationalen Beziehungen. So zeichnete er unter anderem in dem Handbuch des EU-Wirtschaftsrechts, herausgegeben von Dauses/Ludwigs im C.H.Beck Verlag seit der Osterweiterung der EU im Jahr 2004 für die Darstellung der Erweiterung der EU einschließlich der Assoziierungs- und Stabilisierungsabkommen mit den Staaten Ostsüdeuropas sowie die Nachbarschaftsabkommen verantwortlich. Sodann übernahm Verny zusätzlich die Verantwortung für die Darstellung der Sonderbeziehungen zwischen der EU und der Republik Ukraine.
Er war als Schiedsrichter für internationale Rechtsstreitigkeiten beim Ständigen Schiedsgericht der Wirtschaftskammer der Tschechischen Republik und der Agrarkammer der Tschechischen Republik tätig sowie Mitglied der Deutschen Institution für Schiedsgerichtsbarkeit (DIS).
Seit seiner Zulassung im Jahr 1993 war Arsène Verny bis zu seinem Tod im März 2025 in Berlin und Prag als Rechtsanwalt in bilateralen, multilatelaren und internationalen Wirtschaftsstreitigkeiten tätig.
Im Jahr 2014 errichtete er die Valerian Arsène Verny Literaturstiftung für Kinder und Jugendliche im Stifterverband für die Deutsche Wissenschaft im Gedenken an seinen Sohn Valerian Arsene Verny, der an der Humboldt-Universität in Berlin Literatur studierte und Anfang März 2014 tödlich beim S-Bahn-Surfen verunglückte. Die Stiftung förderte literarisch interessierte Kinder und Jugendliche im europäischen Kontext mit Fokus auf die gemeinsame deutsch-tschechische Kulturgeschichte und Literatur und im internationalen Kontext insbesondere das kreative Schreiben. Schirmherren wurden bislang die tschechischen Botschafter in Deutschland, Rudolf Jindrák und sein Nachfolger Tomáš Jan Podivínský sowie Tomáš Kafka, und die nachfolgenden Kultusminister der Tschechischen Republik, Daniel Herman, Ilja Šmíd, Antonín Staněk und Lubomír Zaorálek.
Die in den Folgejahren erfolgreiche Tätigkeit der unter anderem mit dem Goethe-Institut kooperierenden Stiftung musste aufgrund der Folgen der Covid-19-Pandemie im Jahr 2021 beendet werden.
Arsène Verny lebte bis zu seinem Tod in zweiter Ehe mit Frau Linda Verny, geborene Váchová, in Berlin und widmete sich primär der kautelarischen Tätigkeit sowie seinen publizistischen Aktivitäten, primär der Fortsetzung und Aktualisierung seines Kapitels in dem im C.H.Beck Verlag erscheinenden Handbuch des EU-Wirtschaftsrechts.
Arsène Verny ist in der Liste der Persönlichkeiten von Ústí nad Labem aufgeführt, die nach 1951 geboren wurden.

## Auszeichnungen
- 1995–2003: Principal Advisor der EU-Kommission in Beitrittsprojekten für den Bereich Harmonisierung und Rechtsangleichung der zentral- und osteuropäischen Mitgliedstaaten
- 1996: Eintrag bei „Who`s Who in European Integration Studies (In Non-EU States)“, Verlag Nomos, Baden-Baden 1996
- 1998: Ernennung zum Jean Monnet Professor und Inhaber des ersten Jean Monnet Lehrstuhl für Europäisches und Internationales Wirtschaftsrecht in der Tschechischen Republik durch den European University Council

## Veröffentlichungen (Auszug)
Verny hat circa 120 Schriften und Expertengutachten zu europäischem Wirtschaftsrecht, dem Verlauf der europäischen Integration und Auswirkungen der Osterweiterung auf Deutschland, Großbritannien, Österreich, Ungarn, Polen, Kroatien, Tschechien und die Slowakei veröffentlicht.
- Manfred Dauses, Gisela Mevissen, Arsène Verny, Dirk von der Heide: Zur Umsetzung von EG-Recht (= Aachener europawissenschaftliche Studien). Springer Fachmedien, Wiesbaden 1994, ISBN 3-8244-4154-3.
- Gisela Mevissen, Arsène Verny: Europäische Essays. Band 1. Dr. Kovač, Hamburg 1995, ISBN 3-86064-364-9.
- Schiedsgerichtsbarkeit in der Tschechischen Republik (= Schriften zur Schiedsgerichtsbarkeit. Nr. 2). Verlag Recht und Wirtschaft, Heidelberg 1998, ISBN 3-8005-1198-3.
- Arsèn Věrný, Manfred A. Dauses: Evropské právo : se zaměřením na rozhodovací praxi Evropského soudního dvora. Ústav Mezinárodních Vztahu, Prag 1998, ISBN 80-85864-41-X (tschechisch).
- Hrsg. mit Dorner, Meyer-Thamer, Paape: Aspekte der europäischen Integration. Deutscher Universitäts-Verlag, Wiesbaden 1998, ISBN 3-8244-4286-8.
- Hrsg. mit Dorner, Meyer-Thamer, Paape: Europäische Integrationsperspektiven: Ambivalenzen der Entwicklung und Lösungsansätze. Deutscher Universitäts-Verlag, Wiesbaden 2001, ISBN 3-8244-4450-X.
- Länderherausgeber und Co-Autor in Breidenbach (Hrsg.): Handbuch Wirtschaft und Recht in Osteuropa. Beck, München, 71. EL, November 2006, ISBN 3-406-55186-6
- Autor des Beitrags Stabilisierungs- und Assoziierungsabkommen in dem Handbuch des EU-Wirtschaftsrechts (Dauses, Hrsg.), C.H.Beck Verlag, München 2003, 42. EL – Stand 09/2017, ISBN 978-3-406-69662-6
- Mitherausgeber (Stotz/Heid/Verny Hrsg.): Festschrift für Manfred A. Dauses zum 70. Geburtstag, Beck, München, 2014, ISBN 978-3-406-65874-7